# Vincenc Čižman
Vincenc Čižman, slovenski strojni inženir in metalurg, * 14. maj 1922, Ljubljana, † 2. junij 2000, Ljubljana

## Življenje in delo
Med vojno je bil zaprt in interniran. Leta 1949 je diplomiral na strojnem oddelku ljubljanske Tehniške fakultete, se strokovno izpopolnjeval v ZDA in 1971 doktoriral na ljubljanski Fakulteti za strojništvo. Leta 1952 se je zaposlil v Železarni Jesenice kot glavni projektant; 1956 pa je postal pomočnik tehničnega direktorja. V tem času je predsedoval odboru za napredek proizvodnje pri združemnju jugoslovanskih železarn ter kot svetovalec sodeloval pri gradnji drugih železarn in v koordinacijskem odboru združenja jugoslovanske strojegradnje. Leta 1960 je kot tehnični direktor Litostroja sodeloval pri začetkih proizvodnje težke opreme za železarne. Posvečal se je tudi pedagoškemu delu, od 1965 je bil višji predavatelj na ljubljanski
Fakulteti za naravoslovje in tehnologijo, od 1977 kot redni profesor za strojništvo v metalurgiji. Objavil je okoli 20 znanstvenih in strokovnih sestavkov iz metalurgije, teorije elastičnosti in plastičnosti , tehnologije preoblikovanja kovin ter opravil okoli 15 raziskav.